# 拉布谢尔修正案
拉布謝爾修正案（英語：Labouchere Amendment），即英國《1885年刑法修正案》第11條，該修正案將“嚴重猥褻”在英國定為犯罪行為。在司法實踐中，該條款被廣泛應用於起訴那些無法證明實際雞姦（即“肛交”）的男同性戀者。針對雞姦的刑罰為終身監禁，而在1861年之前甚至可以判處死刑。因為雞姦罪的處罰相當嚴厲，這導致成功起訴的案例非常少。相對比，新條款的執行力度要強得多。同時，該條款還旨在提高異性性行為的同意年齡。拉布謝爾修正案被《1956年性犯罪法》中的第13條取代並廢止；而該法隨後又被《1967年性犯罪法》廢止，而新法部分將男同性戀性行為給無罪化。
依據拉布謝爾修正案而被判刑的人士當中，最知名的就是奧斯卡·王爾德和艾倫·圖靈。王爾德依據被條款被判處兩年苦役；而圖靈則選擇服用雌激素（化學閹割）來替代監禁。

## 立法背景
亨利八世時期，“雞姦”被認為是“可憎可惡的罪行”並通過《1533年性悖論法》被編入到世俗法中。 雖然《1861年人身侵害罪法》將雞姦罪的刑罰從死刑降為無期徒刑並一直持續到1967年；但是，口交、手淫及其他非插入性性行為依然是合法的。私人的同性戀活動雖然被污名化和妖魔化，但在這段時間裡更安全一些；因為檢方必須證明插入確實發生了。
1870年4月，異裝者博爾頓與帕克因為在斯特蘭德劇院外穿著變裝而被逮捕。他們被指控與亞瑟·佩勒姆-克林頓勳爵共謀雞姦，後者於當年晚些時候去世（可能死於自殺）；他是紐卡斯爾第五代公爵亨利·佩勒姆-克林頓的第三個兒子。然而，由於沒有目睹任何此類行為的任何實際目擊者，並且也沒有證據表明他們的後部有精液，因此指控被撤銷。
來自南安普頓選區的自由黨國會議員亨利·拉布謝爾曾經是《真相》雜誌的創始編輯，該雜誌的賣點主要在於揭露腐化與墮落。1882年，拉布切爾在美國認識了王爾德； 王爾德稱讚他是“歐洲最好的作家”，儘管拉布謝爾批評王爾德是“娘娘腔詞組的製造者”。霍華德·文森特爵士，1878年至1884 年在蘇格蘭場擔任刑事調查主任，曾將同性戀行為稱為現代“禍害”。當時的雜誌《約克人指導者（The Yokel's Preceptor）》有如下報道：
這些披著人皮的怪物，兔子、娘娘腔等，近年來在大都會區增多，為了公眾的安全，有必要讓社會大眾知道……讀者會相信嗎？但事實就是如此，這些怪物真的走在街上，像妓女一樣，他們在尋找機會？是的，攝政街的扇形街道、艦隊街、霍本、河岸街等等，那裡實際上擠滿了他們！ 不，遠不止如此，在查令十字路附近，他們在幾家公共酒吧的窗戶張貼了佈告，警告公眾“小心雞姦犯！”
對於同性戀的癔病在那個時代達到了巔峰，儘管當時的社會道德已經開始質疑對同性戀倫理束縛。德國律師卡爾·亨利希·烏爾利克斯在1860年創作了一部支持男人之間愛情的文學作品。他將其稱為“天人族之愛”，並認為這是一種比異性戀更加高尚的愛情。 同時，英國詩人約翰·阿丁頓·西蒙茲在1883年發表了《希臘倫理學中的一個問題（A Problem in Greek Ethics）》，它的副標題是“特別針對醫學心理學和司法學中性倒轉現象的調查”。他支持古希臘的少年愛，並表示在現代可以重新思考其價值。

## 立法經過
1881年、1884年和1885年，第13代達爾豪斯伯爵約翰·拉姆齊提出了“保護婦女和女孩[及]取締妓院”刑法修正案，修正案內容正如其長標題所述。該法案在英國上議院獲得通過，但修正案的前兩項提議在英國下議院被萊斯頓內閣否決。當時的人們認為，如果提高女性的同意年齡將使得男性更容易被勒索。1885年的法案於1885年5月1日在上議院獲得通過， 其未來進展不確定。同年7月，《帕爾默爾公報》的編輯威廉·托馬斯·斯蒂德因發表作品《現代巴比倫處女的貢品》而入獄，該系列作品由於展示了年輕女孩在街上容易被“購買”而引發道德恐慌。在此情況下，看守內閣索爾斯伯利內閣接受了拉姆齊提出的法案，並於1885年7月9日在下議院完成二讀。 政府在委員會階段對法案進行了修改。斯蒂德此時寫信給亨利·拉布謝爾，講述了在倫敦和其他大城市出現的同性戀興起。
拉布謝爾在法案的報告階段提出了他的修正案。與他同時代的弗蘭克·哈里斯寫道，拉布謝爾所提出的修正案是破壞性修正案，它使得整個法案變得“荒謬”並進而使得法律名譽掃地。一些歷史學家認同哈里斯的觀點，並引證了拉布謝爾有這習慣性阻擾立法以及企圖用同樣的方式偷渡其他法案的惡習。但其他的歷史學者卻認為拉布謝爾在針對克利夫蘭路“男妓院”醜聞調查中所扮演的角色是中立的，他是真誠地嘗試永久改變法律並對男同性戀者予以更嚴格的管控。 該修正案於1885年8月7日凌晨匆忙通過並通過，成為該法案的第11條。 當查爾斯·沃頓質疑拉布謝爾修正案與原本預立法的法案有任何關係時，時任議長的亞瑟·皮爾回應道，根據議事程序，所有修正案都可以在下議院一致同意授權的情況下進行任何修改。 而在《1888年常規命令》中，限制了法案在報告階段對其類型的修改。
拉布謝爾受到當時對性規範呼聲的啟發而採取了行動，他在國會辯論中推動對“越軌者”採取強有力的措施。 他最初希望將刑罰定為不少於7年的苦役，但內政大臣和檢察總長說服他將刑罰減為1年並且可以附加或不附加勞役刑。 但是前檢察總長亨利·詹姆斯在支持修正案的同時並反對對刑罰從寬，他要求將刑罰延長至不超過2年並且可以附加或不附加勞役刑。 拉布謝爾對此表示同意，修正案獲得通過。

### 法律條文
任何男性在公開或私下，無論其實施或參與實施，亦或促使或試圖促使任何男性對其他任何男性的嚴重猥褻行為者，均屬輕罪犯罪行為。如若因此被定罪，則應由法庭酌情判處不超過2年的監禁，並可附加或不附加勞役刑。

該條款並未對“嚴重猥褻”進行定義。約翰·阿丁頓·西蒙茲對該條款感到反感，他認為這只會促進對同性戀者的勒索。他提出“參與”嚴重猥褻行為本質上是一種共謀指控，這將允許更寬泛的定罪。同時，該條款忽略女同性戀者。

## 著名案例
由於拉布謝爾修正案對“嚴重猥褻”一詞的定義含糊不清，這導致陪審團、法官和檢察官可以任意起訴那些無法被實際證明有肛交（也被稱為非自然法性行為或雞姦）行為的男同性戀者並定罪。與實際有肛交行為的判決相比，該判決相對較輕，但這依然是一個單獨的罪行。律師們將該修正案斥為“敲詐者條款”。
該修正案導致了不少男同性戀者或涉嫌同性性行為人士被判決有罪，其中數人自殺。

### 奧斯卡·王爾德
奧斯卡·王爾德曾不顧朋友弗蘭克·哈里斯和蕭伯納的勸解而私下對昆斯伯里侯爵提起毀謗罪訴訟，理由是昆斯伯裡侯爵在王爾德留在俱樂部的名片上寫下“王爾德是一個裝腔作勢的雞姦犯”；但並未勝訴。期間昆斯伯裡侯爵不得不逃亡法國來避免可能的逮捕，他的兒子阿爾弗雷德·道格拉斯勳爵則展開對王爾德的報復而舉報了王爾德。
1895年，法庭援引拉布謝爾修正案以很快的速度起訴並判決了王爾德。根據該修正案，王爾德被處以最嚴重的刑罰，但審案法官表示“對此類案件的處罰還不夠”。 法院認定王爾德在1892年到1894年期間“至少”與12名年輕男性發生“嚴重猥褻”行為，由此裁定王爾德兩年的苦役。
出獄後，奧斯卡·王爾德強烈譴責《1885年刑法修正案》，並預測與之抗爭將是“一條漫長而血腥的道路並伴隨著可怕的殉難”。他斷言所謂的“天人族之愛”是“高貴的——比其他形式更高貴”。

### 艾倫·圖靈
數學家、邏輯學家、密碼分析學家及早期計算機科學家艾倫·圖靈因涉嫌違反拉布謝爾修正案而被調查，當時警方在調查圖靈報告的一次盜竊案時在他家發現他有一名男性情侶。圖靈沒有被判監禁，而是選擇1年期注射雌激素的“治療”；這讓圖靈身體變得女性化並喪失了性衝動。心理學家認為這是圖靈自殺的原因。2013年，為了回應英國國內廣泛的請願活動，英國女王伊麗莎白二世應時任司法大臣克里斯·葛瑞林的請求而赦免了圖靈。

## 廢止過程
在英格蘭及威爾士，拉布謝爾修正案的內容被《1956年性犯罪法》第13條所廢止並重新修訂；然後再經由《1967年性犯罪法》修訂後，21歲以上男性之間在私下的自願性行為被認定為合法。而最終經過其他修訂後，所有相關內容在《2003年性犯罪法》中被全部廢止。
在蘇格蘭法律中，拉布謝爾條款被《1976年蘇格蘭性犯罪法》第7條修訂並取代；然後又被《1980年蘇格蘭刑法》第80條所取代，新條款將21歲以上男性私下經雙方同意的同性性行為裁定為合法。在經過其他修訂後，最終針對同性性行為的定罪條款在《1997年蘇格蘭刑事犯罪與懲戒法》中被完全廢除。
在北愛爾蘭法律中，拉布謝爾條款被《1982年北愛爾蘭同性犯罪法令》所修訂，該法令將21歲以上男性私下自願的同性性行為定為合法；而經過其他修訂後，條款所有內容在《2003年性犯罪法》中被廢止。
而在愛爾蘭共和國法律中，拉布謝爾條款被《1993年刑法性犯罪法案》第4條取代，該條款將17歲以上男性之間自願的同性性行為除罪化。 而第4條內容又在《2006年刑法性犯罪法案》中被廢除。 2019年，愛爾蘭共和國最高法院裁定，如果案件發生於1993年之前，那麼可以依照《1885年刑法修正案》追訴。

## 延伸閱讀
- Ari Adut.  (PDF). 美國社會學期刊 (芝加哥: 芝加哥大學出版社). 2005-07, 111 (1): 213–248  [2021-10-01]. ISSN 1537-5390. OCLC 42017129. doi:10.1086/428816. （原始内容存档 (PDF)于2018-07-16） （英语）.

- Sean Brady.  第2版. Palgrave Macmillan UK. 2016. ISBN 9780230272361 （英语）.

- Matt Cook. Gillian Beer , 编.  第2版. 倫敦: 劍橋大學出版社. 2003. ISBN 9780521822077 （英语）.

- Michael S. Foldy; Maggi Hambling (插圖). . 紐黑文: 耶魯大學出版社. 1997. ISBN 9780300071122 （英语）.

- Caryn E. Neumann. . glbtq, inc. 2005-05-05. （原始内容存档于2012-04-13） （英语）.

- F. Barry Smith. . Historical Studies. 1976, 17 (67): 165–173. doi:10.1080/10314617608595545 （英语）.